# 瑪麗·米麗安

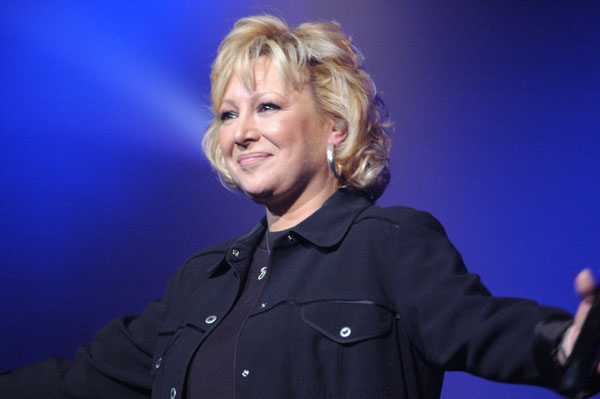

瑪麗·米麗安（Marie Myriam，1957年5月8日—），本名：米麗安·洛佩斯（Myriam Lopes），出生於比屬剛果盧盧阿堡（今剛果民主共和國），是一位法國女歌手。1977年，在她20歲生日前一天，代表法國憑藉《L'oiseau et l'enfant》（鳥與孩子）贏得歐洲歌唱大賽冠軍，歌曲由讓·保羅·卡拉（Jean Paul Cara）作曲，喬·格雷西（Joe Gracy）作詞，並於1977年6月在英國單曲排行榜上位列第42名。

## 外部連結
- L'oiseau et l'enfant lyric with English translation
- Bide et Musique entry
- Marie Myriam在互联网电影资料库（IMDb）上的資料（英文）